# 2023年エミリア・ロマーニャグランプリ
2023年エミリア・ロマーニャグランプリ（英:  2023 Emilia Romagna Grand Prix）は、2023年のF1世界選手権の第6戦として、2023年5月21日にイモラ・サーキットにて開催予定だったが、サーキットが位置するイタリア北部で豪雨による洪水が発生したため中止となった。
正式名称は「Fomula 1 Qatar Airways Gran Premio Del Made in Italy E Dell'Emilia-Romagna 2023」。

## 背景
イモラ・サーキットがあるエミリア＝ロマーニャ州では、5月上旬より断続的に豪雨が続いており、5月3日には洪水による死者も発生していた。近隣のファエンツァにファクトリーを置くスクーデリア・アルファタウリも、スタッフの一部が避難対象となるなど影響を受け、チームとして声明を出していた。
週末にグランプリ開催を控えた5月17日にも再び豪雨が発生。サーキットの横を流れるサンテルノ川が危険水位に達したことにより、サーキットに居たレース関係者全員に避難指示が出された。豪雨は週末にかけて収まる見込みだったため、その時点ではグランプリを予定通りに開催する方向だった。
しかし、高台にあったF1のパドックこそ被害は免れたが、サポートレースのF2のパドックやF1のテレビ中継施設などは既に浸水している状況だった。その後、F1や国際自動車連盟（FIA）、エミリア＝ロマーニャ州知事や主催者などによる協議の結果、安全にイベントを開催できないことや周辺地域の状況、地元当局や救急隊などに更なる負担をかけることは正しくないという判断からグランプリを開催しないことが発表された。
グランプリの中止決定後、F1と主催者は8月に開催することをチーム側へ提案したが、輸送面の問題や夏休みが短縮されることなどから大多数が拒否した。GPの開催延期や完全なる中止のほか、開催契約が1年延長され2026年までとなるかなどは5月の開催中止時点では発表されていない。なお、サポートレースのF2及びF3については、代替レースは行わないことが6月6日に決定している。